# Mohamed Sarim
Mohamed Sarim (* 10. Januar 1987, auch Sharim Mohamed Mohamed) ist ein Badmintonspieler von den Malediven. 

## Karriere
Mohamed Sarim nahm 2010 und 2014 an den Commonwealth Games teil, ohne sich dabei im Vorderfeld platzieren zu können. 2014 startete er bei den Asienspielen und schied dort mit der Herrennationalmannschaft seines Landes im Achtelfinale aus.